# یکان (یمن)
 یکان  روستایی است در ناحیهٔ (صویر) قضاء شهارة، از توابع استان اَبیَن در کشور یمن در شبه جزیره عربستان است.

## جمعیت
جمعیت آن ( ۴۲۸ ) نفر (۱۳ خانوار) می‌باشد.